# Bernward de Hildesheim
Pour les articles homonymes, voir Bernward.
Bernward (ou Bernoard, Bernouard) (vers 960-20 novembre 1022), d'abord précepteur du futur Otton III, empereur du Saint-Empire, est placé par celui-ci à la tête de l'évêché de Hildesheim en 993. Actif et cultivé, il fonde l'abbaye Saint-Michel et sera canonisé par le pape Célestin III en 1194.

## Biographie

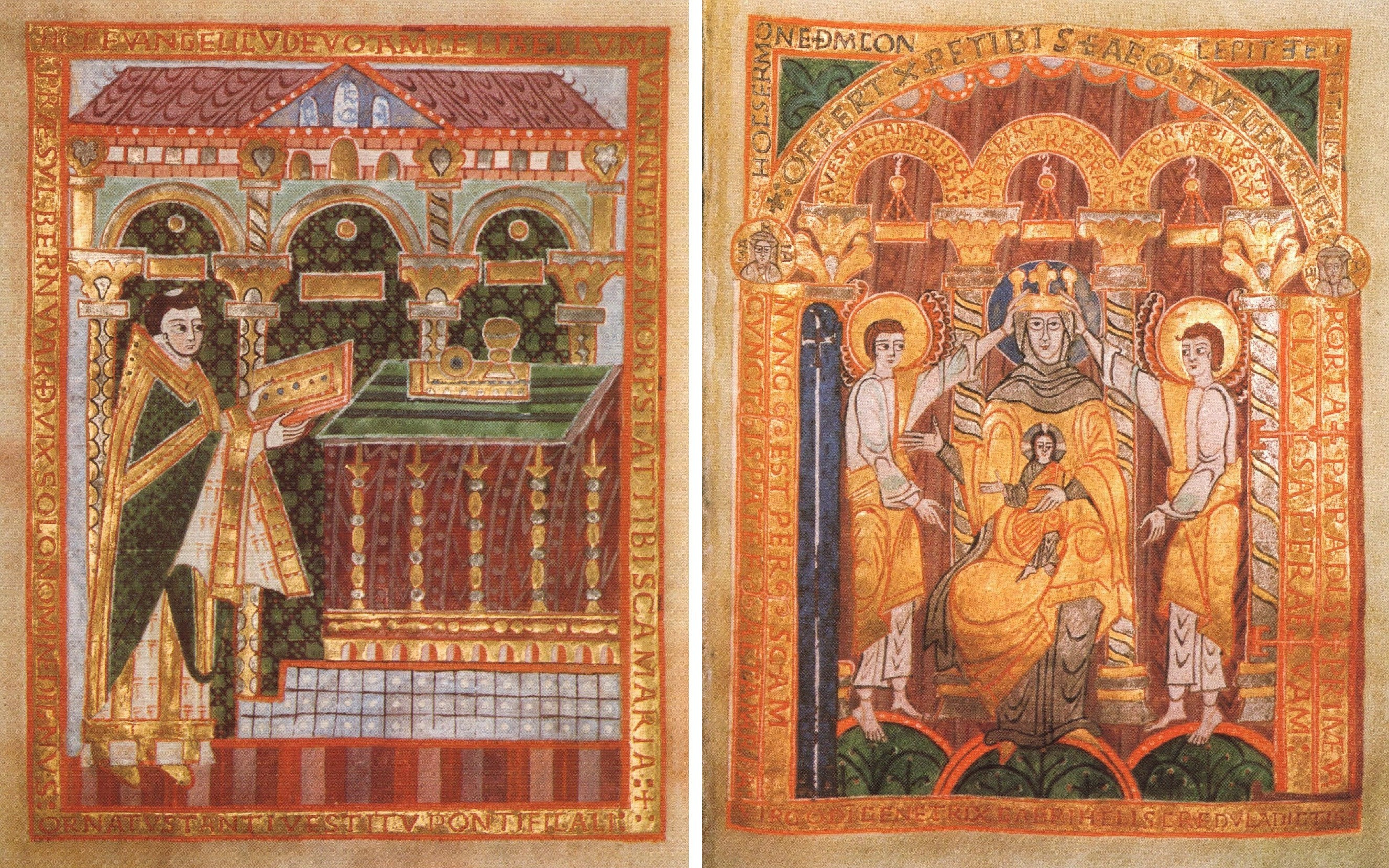
Miniature de dédicace des Évangiles de Bernward représentant l'évêque devant le couronnement de la Vierge, vers 1015.

Bernward est issu de la noblesse saxonne. On suppose qu'il est le fils du comte Dietrich d'Haldensleben, sans en être certain. Il passe son enfance auprès de son grand-père maternel, le comte palatin Adalbéron de Saxe (de), jusqu'à la mort de ce dernier.
Il reçoit d'abord une éducation très complète au séminaire de Hildesheim. Dès 987 il fait partie de la cour d'Otton II et de Théophane en tant que secrétaire et rédacteur des décrets impériaux. De 987 à 993 il exerce les fonctions de précepteur d'Otton III.
Le 15 janvier 993, l'archevêque de Mayence Willigis le consacre évêque. Sa carrière s'exerce à l'époque des rois saxons, qui ont leurs racines familiales dans la région de Hildesheim et ont donc des liens personnels avec Bernward. À cette époque, Hildesheim est l'un des centres de pouvoir du Saint-Empire, et Bernward est décidé à modeler sa propre ville à l'image de Rome.
Les témoignages les plus célèbres de cette volonté sont les portes de Bernward (bronzes représentant la chute de l'homme avec Adam et Eve, et la vie du Christ de son enfance à sa passion,sur le modèle des vantaux en bois de l'église Sainte-Sabine de Rome) conçues pour la cathédrale Sainte-Marie de Hildesheim où on peut encore les voir aujourd'hui, avec la colonne du Christ (Christussäule : bronzes évoquant la vie du Christ à l'exemple des colonnes de Rome), ainsi que l'édification de l'abbaye Saint-Michel de style préroman (qui ne sera achevée qu'après la mort de Bernward), que l'évêque concevait comme une représentation de la Jérusalem céleste et dont il voulait faire son mausolée. Ces trésors artistiques voulus par Bernward sont aujourd'hui inscrits au titre du patrimoine mondial de l'UNESCO.
Bernward fit enceindre le quartier de la cathédrale d'un rempart muni de douze tours (en partie conservé) comme un château fort et fit dresser plusieurs donjons à travers le pays pour le protéger des agressions des tribus slaves. Mais la vie spirituelle de son diocèse ainsi que la charité envers les pauvres lui tenaient à cœur. Dans son testament daté de 996, Bernward faisait une donation pour une chapelle des croisés de Burgstemmen dans l'église Saint-Michel de Hildesheim.
Bernward consacra l'abbaye bénédictine Saint-Michel, encore inachevée, le 29 septembre 1022. Il se fit moine de cette abbaye le jour de la Saint-Martin (11 novembre) de la même année, et mourut le 20 novembre. Il fut inhumé dans la crypte de la chapelle du monastère.

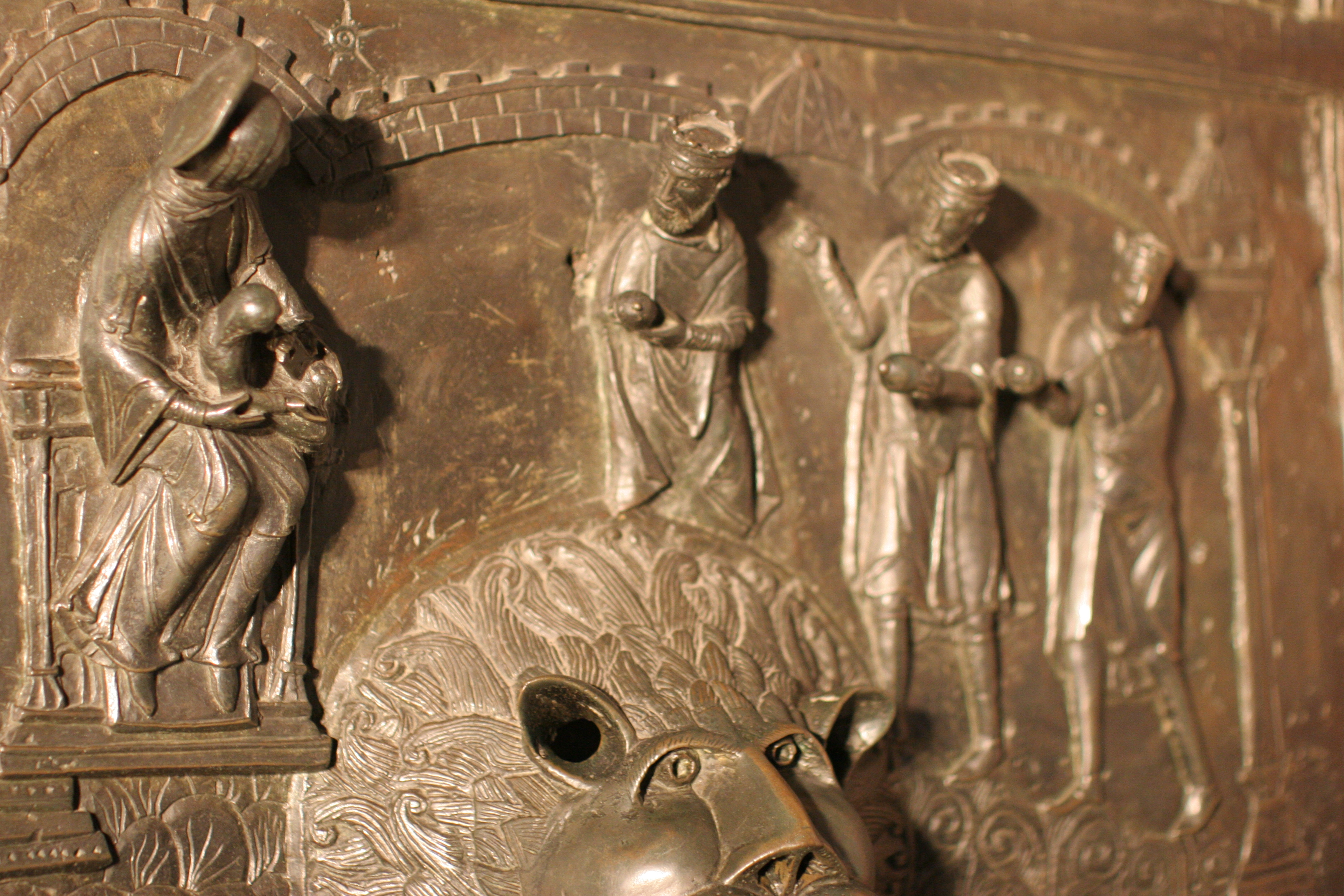
L'Adoration des mages, détail des moulages en bronze des portes de la cathédrale de Hildesheim.

Son hagiographie, la Vita Bernwardi, a été composée par son maître Thangmar. Cette œuvre a pu être au moins en partie authentifiée ; certains passages sont des gloses postérieures du haut Moyen Âge.
Bernward mourut ainsi quelques semaines après les fêtes de la Saint-Michel. Le sarcophage qu'il avait fait préparer dans l'église Saint-Michel de Hildesheim est vide, ses reliques sont conservées dans l'église Sainte-Madeleine toujours à Hildesheim. Une première instruction en canonisation en 1150 échoua, et c'est finalement le cardinal Cinthius vers 1192 qui l'obtint.

## Hommages
Bernward a été canonisé par le pape Célestin III (1191-1198). Ses attributs sont les habits sacerdotaux, une maquette d'église et surtout la croix de saint Bernward.
Dans le Walhalla à Donaustauf on avait érigé, dès avant 1847, un monument à sa mémoire.
Plusieurs églises du diocèse de Hildesheim, surtout celles du XVIIIe au XXe siècle, portent son nom (églises Saint-Bernward).

## Source
- (de) Cet article est partiellement ou en totalité issu de l’article de Wikipédia en allemand intitulé « Bernward von Hildesheim » (voir la liste des auteurs).